# Bandera de Sebastopol
La Bandera de Sebastopol es uno de los símbolos de dicha ciudad, una ciudad con estatus especial de Ucrania o una ciudad federal de Rusia.
Fue aprobada 21 de abril de 2000 por el Consejo Legislativo de la ciudad.

## Descripción
La bandera de la ciudad es una tela rectangular de color Borgoña con una relación entre la anchura y la longitud es de 2:3, en cuyo centro se encuentra el escudo de la ciudad. La anchura total del escudo de armas en la bandera es de 2/5 de la longitud de ella.